# Sainte-Colombe-sur-Seine
Sainte-Colombe-sur-Seine is een gemeente in het Franse departement Côte-d'Or (regio Bourgogne-Franche-Comté). De plaats maakt deel uit van het arrondissement Montbard. Sainte-Colombe-sur-Seine telde op 1 januari 2022 919 inwoners.

## Geografie
De oppervlakte van Sainte-Colombe-sur-Seine bedroeg op 1 januari 2022 16,16 vierkante kilometer; de bevolkingsdichtheid was toen 56,9 inwoners per km².
De onderstaande kaart toont de ligging van Sainte-Colombe-sur-Seine met de belangrijkste infrastructuur en aangrenzende gemeenten.

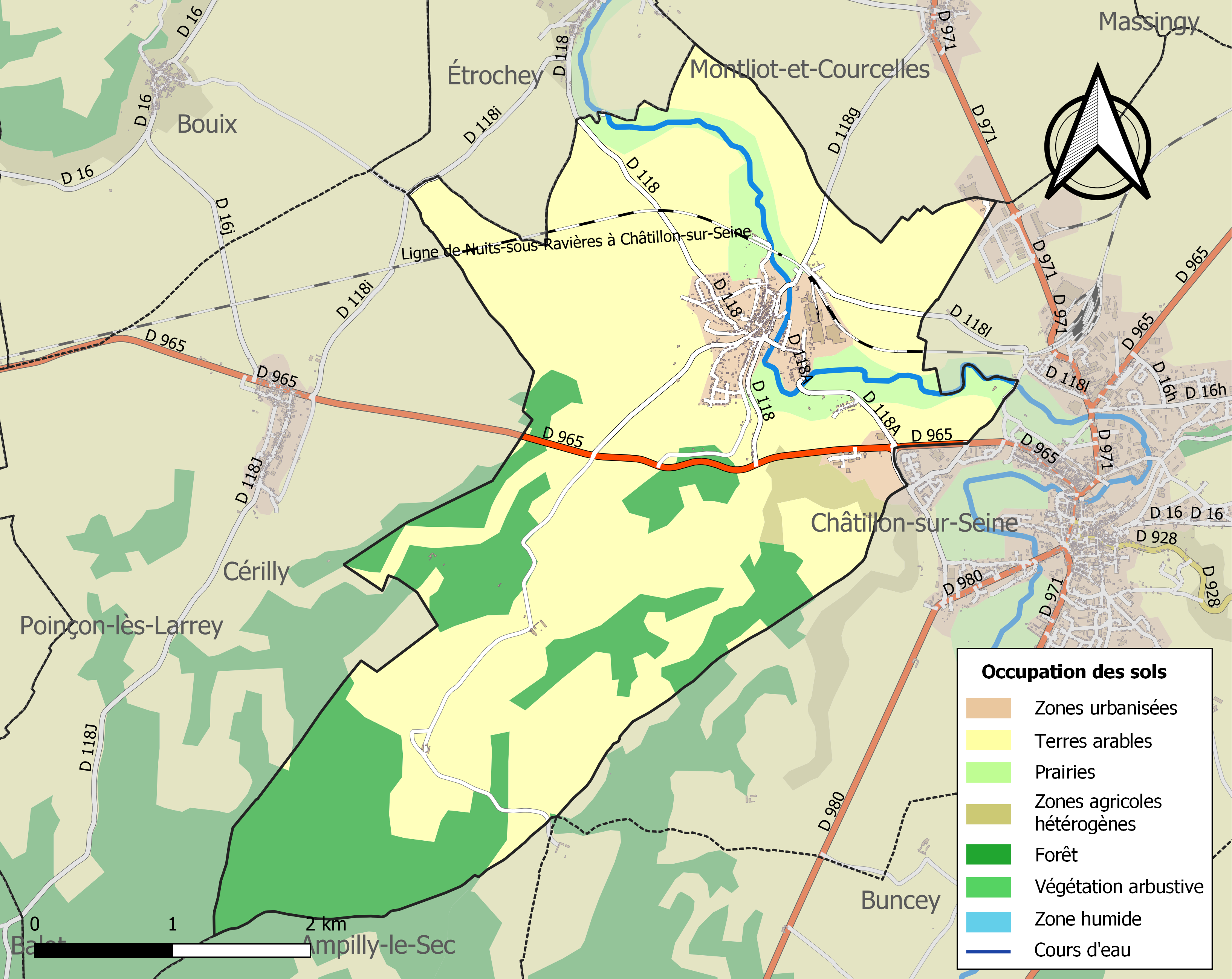

## Demografie
Onderstaande figuur toont het verloop van het inwonertal (bron: INSEE-tellingen).